# Rasbora daniconius
Rasbora daniconius е вид лъчеперка от семейство Шаранови (Cyprinidae). Видът не е застрашен от изчезване.

## Разпространение и местообитание
Разпространен е в Бангладеш, Бутан, Виетнам, Индия, Индонезия, Камбоджа, Лаос, Малайзия, Мианмар, Непал, Пакистан, Тайланд и Шри Ланка.
Обитава пясъчните дъна на сладководни и полусолени басейни, реки, потоци и канали. Среща се на дълбочина около 1 m.

## Описание
На дължина достигат до 15 cm.